# Elisha Gray
Elisha Gray (Barnesville, 2 agosto 1835 – Newtonville, 21 gennaio 1901) è stato un ingegnere statunitense.

Inventò il telefono a induzione magnetica e nel 1876 ne diede anche prova pubblicamente. Alexander Graham Bell aveva però depositato il suo brevetto alcune ore prima.